# Гуаруба
Гуаруба (Guaruba guarouba) — вид папугоподібних птахів родини папугових (Psittacidae). Ендемік Бразилії.

## Опис
Тіло завдовжки 34—36 см. Забарвлення має переважно жовтий колір із зеленими зовнішніми крилами та повністю жовтим хвостом. Має великий дзьоб рогового кольору (сірий), блідо-рожеві голі кільця навколо очей, коричневі райдужні оболонки очей і рожеві ноги.

## Поширення
Вид поширений у басейні річки Амазонки. Його ареал лежить у межиріччі річки Токантінс та нижньої частини річок Шінгу та Тапажос у штаті Пара. Існують додаткові записи з прилеглої північної частини Мараньяну, де популяції існують навколо міста Гурупі та річки Капім; у Рондонії вид був зареєстрований один раз у Жамарі в 1989 році, але згодом його не бачили, попри дослідження; у Мату-Гросу його бачили один раз в Альта-Флоресті в 1991 році, і у штаті Амазонас, де вид був зареєстрований у 2007 році.
Мешкає в рівнинних вологих лісах. У сухий сезон він часто буває в пологах високого незатопленого лісу, але в сезон розмноження, здається, заселяє галявини з невеликою кількістю розкиданих дерев.

## Спосіб життя
Дупла дерев використовує для гніздування та ночівлі. Харчується фруктами, ягодами, насінням і горіхами, а також, сезонно, культурами (особливо кукурудзою). Розмноження зазвичай відбувається з грудня по квітень, але було відмічено в жовтні. Розмноження, мабуть, є спільним: кілька самиць відкладають по два-три яйця в гніздо, а кілька дорослих піклуються про дитинчат. Було зареєстровано до дев'яти дитинчат у гнізді в дикій природі та до 14 у неволі.